# Сент-Илер (Верхняя Гаронна)
Сент-Иле́р (фр. Saint-Hilaire, окс. Sent Alari) — коммуна во Франции, находится в регионе Юг — Пиренеи. Департамент — Верхняя Гаронна. Входит в состав кантона Мюре. Округ коммуны — Мюре.
Код INSEE коммуны — 31486.

## География
Коммуна расположена приблизительно в 610 км к югу от Парижа, в 25 км к юго-западу от Тулузы.
На западе коммуны протекает река Луж.

## Климат
Климат умеренно-океанический. Зима мягкая и снежная, весна характеризуется сильными дождями и грозами, лето сухое и жаркое, осень солнечная. Преобладают сильные юго-восточные и северо-западные ветры.

## Население
Население коммуны на 2010 год составляло 1078 человек.
| 1962 | 1968 | 1975 | 1982 | 1990 | 1999 | 2010 |
| ---- | ---- | ---- | ---- | ---- | ---- | ---- |
| 234  | 315  | 389  | 459  | 504  | 707  | 1078 |

## Администрация
| Период | Период | Фамилия      | Партия                              | Примечания |
| ------ | ------ | ------------ | ----------------------------------- | ---------- |
| ?      | 1989   | Андре Анизан |                                     |            |
| 1989   | 2008   | Андре Морер  | Французская коммунистическая партия |            |
| 2008   | 2014   | Жозе Пардийо | беспартийный                        |            |
| 2014   | 2020   | Андре Морер  | Французская коммунистическая партия |            |

## Экономика
В 2010 году среди 705 человек трудоспособного возраста (15—64 лет) 542 были экономически активными, 163 — неактивными (показатель активности — 76,9 %, в 1999 году было 78,7 %). Из 542 активных жителей работали 492 человека (259 мужчин и 233 женщины), безработных было 50 (19 мужчин и 31 женщина). Среди 163 неактивных 75 человек были учениками или студентами, 56 — пенсионерами, 32 были неактивными по другим причинам.

## Фотогалерея
- Сент-Илер
- Карта коммуны